# Rebecca Sugar
Rebecca Sugar (Silver Spring, Maryland, 9 de julio de 1987) es una animadora estadounidense. Es conocida por haber creado Steven Universe y Steven Universe Future, con las que se convirtió en la primera mujer que dirigía una serie de animación en Cartoon Network, así como la primera persona no binaria.

## Biografía
Rebecca Sugar nació en Silver Spring (Maryland) en 1987. Tras completar la secundaria en el Visual Arts Center del Instituto Albert Einstein de Maryland, se trasladó a Nueva York para formarse como artista en la Escuela de Artes Visuales. En el plano personal, en 2019 se casó con el también dibujante Ian Jones-Quartey. Se identifica como bisexual y de género no binario, y en toda su obra ha tratado de reflejar la importancia de una correcta representación de la comunidad LGBT, especialmente en el entretenimiento infantil.
Fue criada como judía practicante, y según su padre, todos los años ella y su hermano Steven observan el encendido de las velas de janucá junto a sus padres a través de Skype.

## Trayectoria
Rebecca Sugar nació en Silver Spring (Maryland) en 1987. Tras completar la secundaria en el Visual Arts Center del Instituto Albert Einstein de Maryland, se trasladó a Nueva York para formarse como artista en la Escuela de Artes Visuales.
Después de graduarse en 2009, fue contratada por Cartoon Network para formar parte del equipo de Adventure Time (creada por Pendleton Ward) como supervisora de storyboards. A partir de la segunda temporada fue ascendida a guionista gráfica; su primer episodio fue «It Came from the Nightosphere» (2010), al que siguieron otros como «Mortal Folly» (2011), «Fionna and Cake» y «What Was Missing» (2012). Rebecca permaneció en el equipo de Ward hasta la quinta temporada, despidiéndose con el capítulo «Simon & Marcy». Por otro lado, también fue guionista en la película Hotel Transylvania.
En 2010, Sugar publicó su primera novela gráfica llamada Pug Davis, protagonizada por un perro astronauta y su compañero humano.  
Su trabajo en Adventure Time fue reconocido con dos premios Primetime Emmy al «mejor capítulo en una serie de animación»: en 2011 por «It Came from the Nightosphere» y en 2013 por «Simon & Marcy». Además fue nominada a los Premios Annie de 2012 en «mejor episodio corto de animación».
Cartoon Network le ofreció en septiembre de 2012 que presentase un proyecto de su propia serie de animación, del que surgiría Steven Universe. Dicha serie trata la historia de un niño, Steven, que aprende a usar los poderes de su Gema de cuarzo rosa con la ayuda de tres guerreras alienígenas llamadas «Gemas de Cristal»: Garnet, Amatista y Perla. La producción del piloto se hizo en marzo de 2013, bajo la dirección de Genndy Tartakovsky, al mismo tiempo que hacía su último capítulo en Adventure Time. Steven Universe se estrenó el 4 de noviembre de 2013, convirtiéndose en la primera producción de Cartoon Network en no ser creada por un hombre y también en la primera creada por una persona no binaria.
Su labor en Steven Universe ha recibido buenas críticas de público y prensa especializada por su diseño artístico, la música, la complejidad de los personajes, la importancia del rol de la mujer y la creación de un amplio universo de ciencia ficción. Sugar recibió dos nominaciones más al Primetime Emmy en «mejor episodio corto de animación»: «Lion 3: Straight to Video» (2015) y «The Answer» (2016), del que además ha publicado un libro de ilustraciones.

## Filmografía

### Cine
| Año  | Título             | Papel             |
| ---- | ------------------ | ----------------- |
| 2012 | Hotel Transylvania | Guionista gráfica |

### Televisión
| Año         | Título                       | Papel                                                  |
| ----------- | ---------------------------- | ------------------------------------------------------ |
| 2010 - 2013 | Adventure Time               | Guionista gráfica, Supervisora, Compositora            |
| 2013 - 2019 | Steven Universe              | Creadora, Guionista, Productora ejecutiva, Compositora |
| 2019        | Steven Universe: La película | Directora, Guionista, Compositora                      |
| 2019 - 2020 | Steven Universe Future       | Creadora, Guionista, Productora ejecutiva, Compositora |

### Cortometrajes
| Año  | Título  | Papel                             |
| ---- | ------- | --------------------------------- |
| 2009 | Singles | Directora, Guionista, Compositora |